# Xylopteryx antiotriba
Xylopteryx antiotriba là một loài bướm đêm trong họ Geometridae.